# Verwaltungsakt (Frankreich)
Der Verwaltungsakt (französisch acte administratif unilatéral) bezeichnet im Verwaltungsrecht die wichtigste Form einseitigen Verwaltungshandelns in Frankreich.

## Begriff und Abgrenzung
Die Verwaltung trifft aufgrund hoheitlicher Rechte, d. h. in einem Über- und Unterordnungsverhältnis, eine Anordnung, die gegenüber dem Betroffenen verbindlich ist und seine Mitwirkung oder gar sein Einverständnis nicht voraussetzt. Ein wichtiger Unterschied etwa zum deutschen Recht besteht darin, dass der acte administratif im Gegensatz zum Verwaltungsakt nicht nur Regelungen im Einzelfall umfasst, sondern auch Verordnungen. Konsequenz ist, dass eine gerichtliche Überprüfung mittels recours pour excès de pouvoir auch gegen Verordnungen möglich ist.
Der Verwaltungsakt ist gesetzlich nicht definiert, sondern ein Produkt der Rechtsprechung. Dementsprechend ist seine Konzeption vor allem prozessual. Der Verwaltungsakt ist gegenüber zwei weiteren Formen des Verwaltungshandelns abzugrenzen: Einerseits den Regierungsakten (actes de gouvernement) andererseits gegenüber Verwaltungsäußerungen ohne Exekutivcharakter. Beide sind folglich nicht dem recours pour excès de pouvoir unterworfen.

## Rapport(Aufhebung)
Bei der Aufhebung (rapport) eines Verwaltungsaktes unterscheidet die Rechtsprechung danach, ob die Aufhebung nur für die Zukunft (ex nunc) oder auch für die Vergangenheit (ex tunc) wirken soll. Der erstere Fall wird als abrogation der letztere als retrait bezeichnet. Die Abrogation wird allgemein als unproblematisch möglich erachtet, auch dann, wenn der Verwaltungsakt begünstigend ist. Beim retrait ist demgegenüber zu beachten, dass er für rechtmäßige begünstigende Verwaltungsakte nicht möglich ist. Rechtswidrig begünstigende Verwaltungsakte können ex tunc nur solange zurückgenommen werden, wie die zweimonatige Klagefrist noch nicht verstrichen ist. Dies wird mit dem Vertrauen des Bürgers auf die wohlerworbenen Rechte, die droits acquis begründet. Eine Ausnahme gilt hierfür nur dann, wenn der Verwaltungsakt arglistig erschlichen wurde (C.E. vom 17. Juni 1955) oder so fehlerhaft ist, dass er als inexistant gilt (C.E. vom 3. Februar 1956).